# چاه موسی بومدی
چاه موسی بومدی روستایی در دهستان بندان بخش مرکزی شهرستان نهبندان استان خراسان جنوبی ایران است. بر پایه سرشماری عمومی نفوس و مسکن در سال ۱۳۹۰ جمعیت این روستا ۱۶ نفر (در ۴ خانوار) بوده‌است.